# NGC 2251
NGC 2251 est un amas ouvert, situé dans la constellation de la Licorne. Il a été découvert par l'astronome germano-britannique William Herschel en 1783.
NGC 2251 est à environ 1 329 pc (∼4 330 al) du système solaire et les dernières estimations donnent un âge de 267 millions d'années. La taille apparente de l'amas est de 10 minutes d'arc, ce qui, compte tenu de la distance, donne une taille réelle maximale d'environ 12,7 années-lumière.
Selon la classification des amas ouverts de Robert Trumpler, cet amas renferme moins de 50 étoiles (lettre p) dont la concentration est moyenne (III) et dont les magnitudes se répartissent sur un intervalle moyen (le chiffre 2).